# Oceanopapaveraceae
Oceanopapaveraceae is (al dan niet) een botanische naam, voor een familie van bedektzadigen. Een familie onder deze naam wordt eigenlijk nooit erkend door systemen voor plantentaxonomie, en ook niet door het APG-systeem (1998) en het APG II-systeem (2003).
De familie is her en der toch in de literatuur te vinden en bestaat dan uit één soort, Oceanopapaver neocaledonicum. Tegenwoordig heet deze soort Corchorus neocaledonicus, in de familie Malvaceae.